# کار آزاد می‌کند

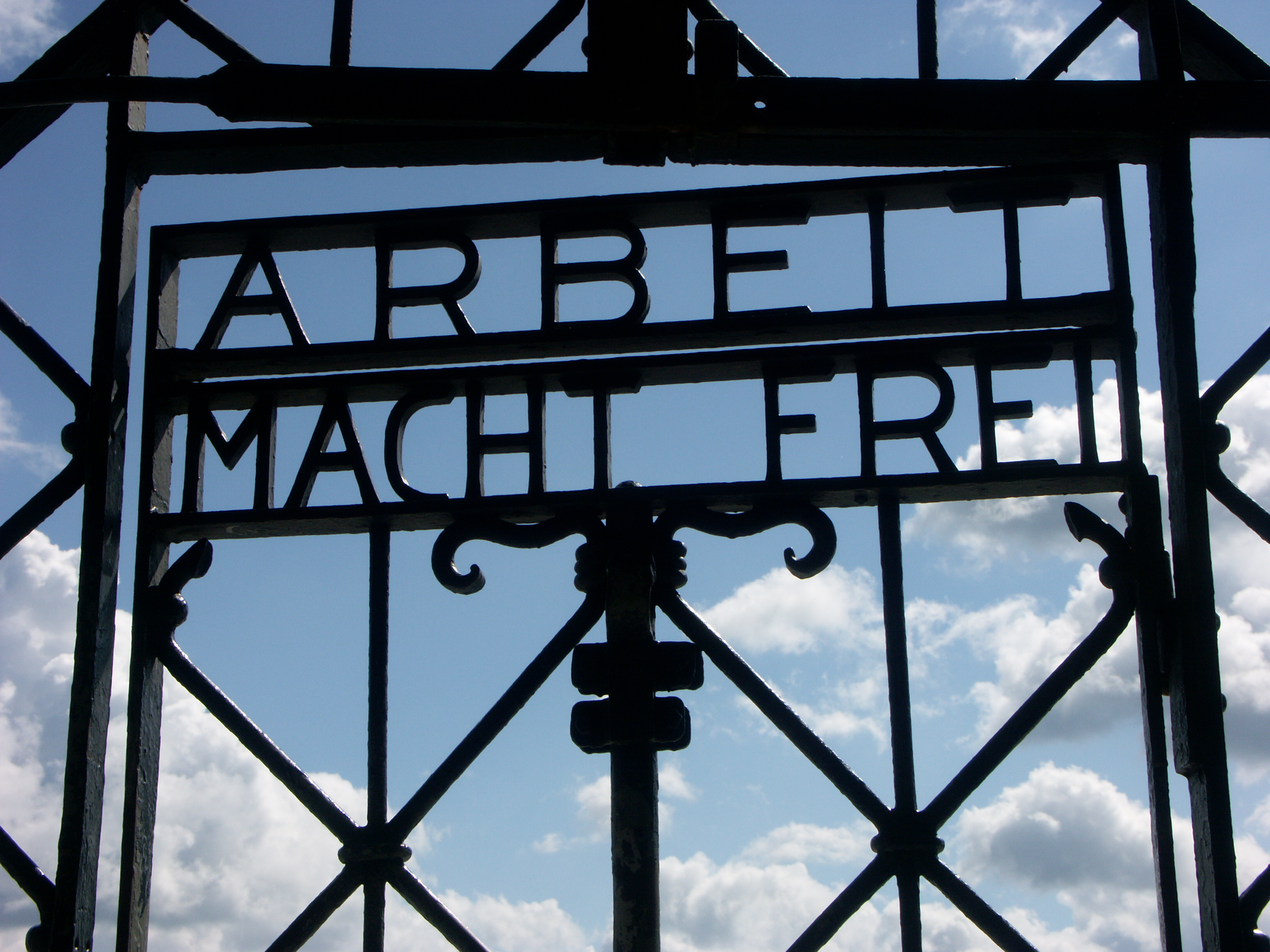
عبارت «کار آزاد می‌کند»، بر سردر ورودی اردوگاه داخائو

کار آزاد می‌کند (به آلمانی: Arbeit macht frei) ‏(تلفظ آلمانی: [ˈaɐ̯baɪt ˈmaxt ˈfʁaɪ]) جمله‌ای است که به‌خاطر قرارگیری بر سردر ورودی برخی از اردوگاه‌های کار اجباری و مرگ نازی‌ها معروف شده است. این عبارت بدین معنا بود که چون زندانیان عموماً از اردوگاه‌ها آزاد نمی‌شدند و مجبور بودند که تحت شرایط وحشتناکی کار اجباری انجام دهند، تنها راه دستیابی آنان به نوعی آزادی، کار کردن تا زمان مرگ بوده است!

## مبدأ
در سال ۱۸۷۲، لورنتس دیفنباخ (به آلمانی: Lorenz Diefenbach)، نویسندهٔ ناسیونالیست آلمانی، از این عبارت به عنوان نام یکی از داستان‌هایش استفاده کرد. این موضوع باعث معروف شدن این عبارت در بین ناسیونالیست‌ها شد. در سال ۱۹۲۸ این شعار در راه ستایش سیاست‌های بزرگ‌مقیاس کار عمومی توسط دولت وایمار به‌کار گرفته شد. همچنین، این عبارت تقلیدی از شعار هوای شهر، آزادی می‌آورد که در قرون وسطی مطرح بود، محسوب می‌شود.

## استفادهٔ نازی‌ها
این شعار هنوز هم بر سردر ورودی محل‌هایی قابل رؤیت است؛ برای مثال، بر سردر ورودی‌های اردوگاه آشویتس، اردوگاه کار اجباری داخائو، اردوگاه کار اجباری گروس‌روزن، اردوگاه کار اجباری زاکسن‌هاوزن و اردوگاه مرگ ترزین.

## نگارخانه

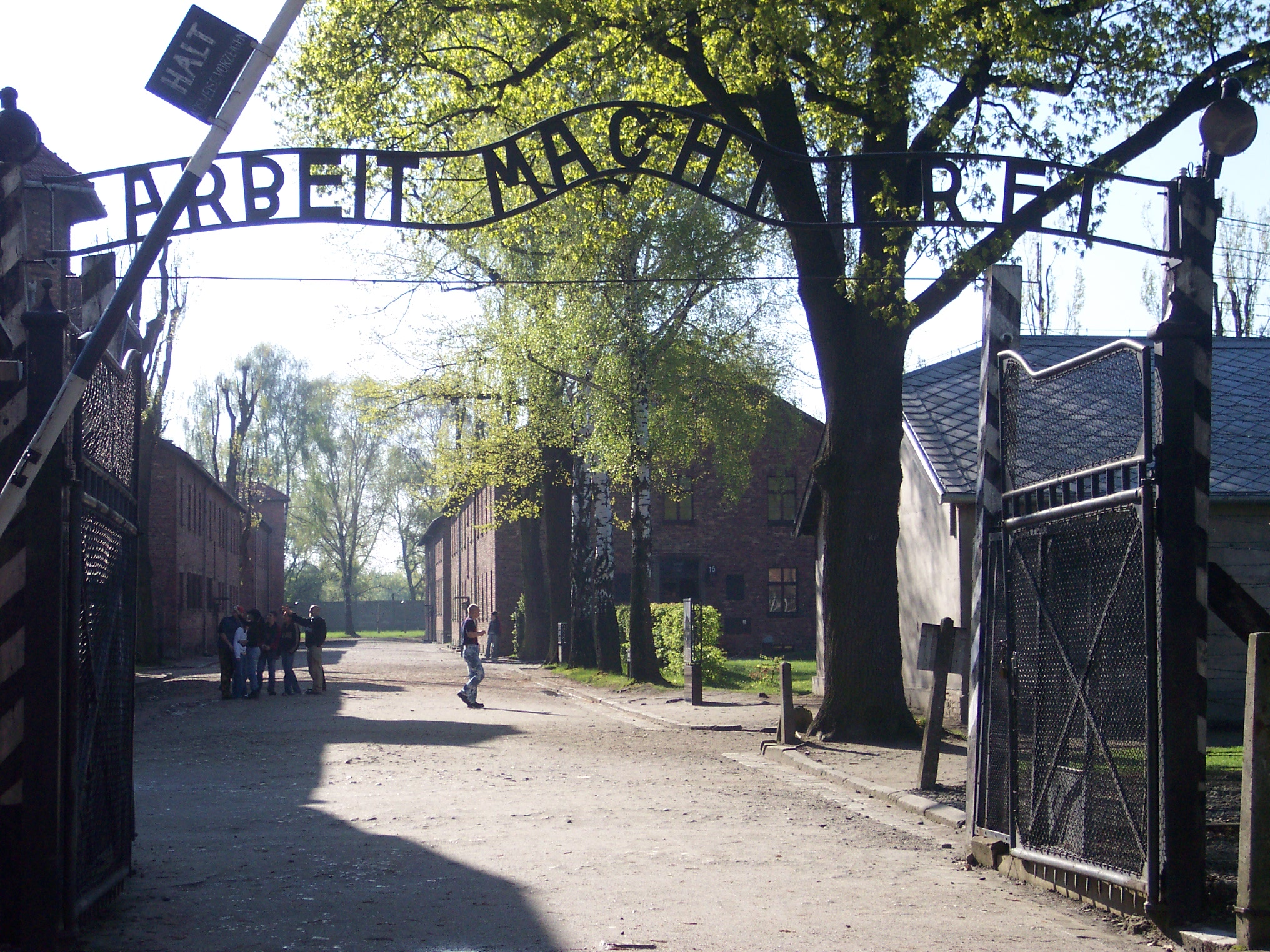
سردر ورودی اردوگاه کار اجباری آشویتس
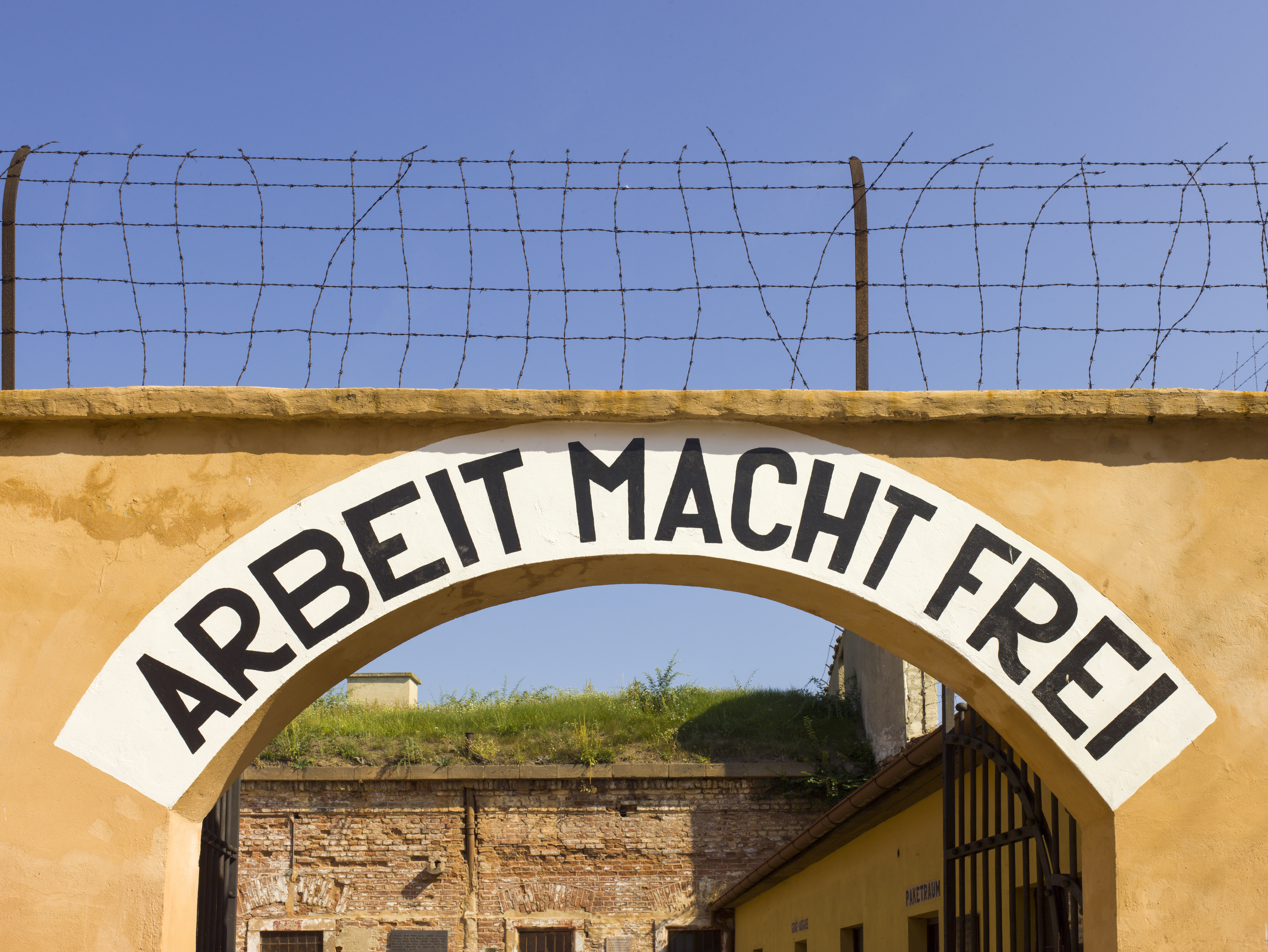
سردر ورودی اردوگاه کار اجباری ترزینشتات در جمهوری چک
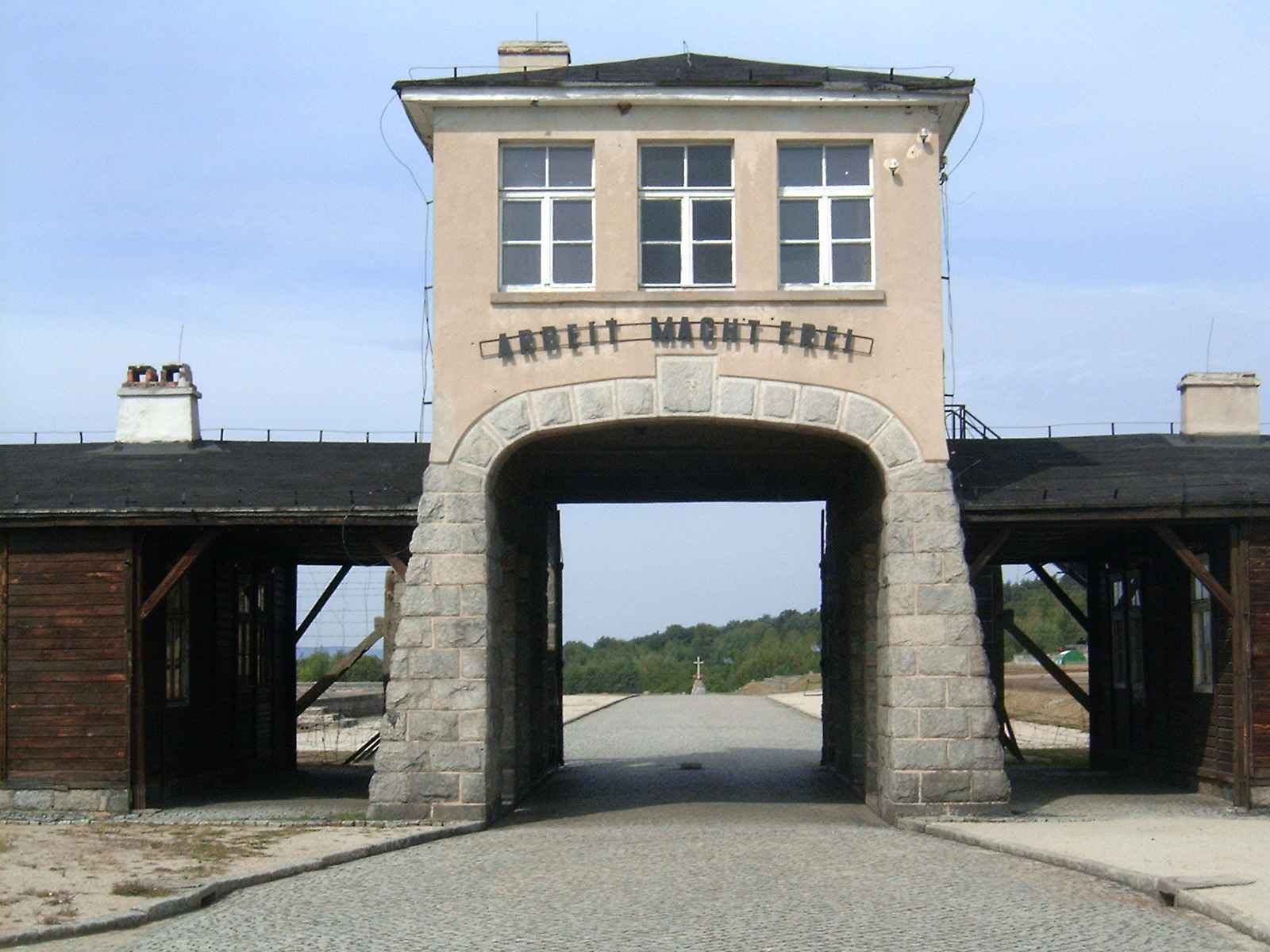
سردر ورودی اردوگاه کار اجباری گروس‌روزن
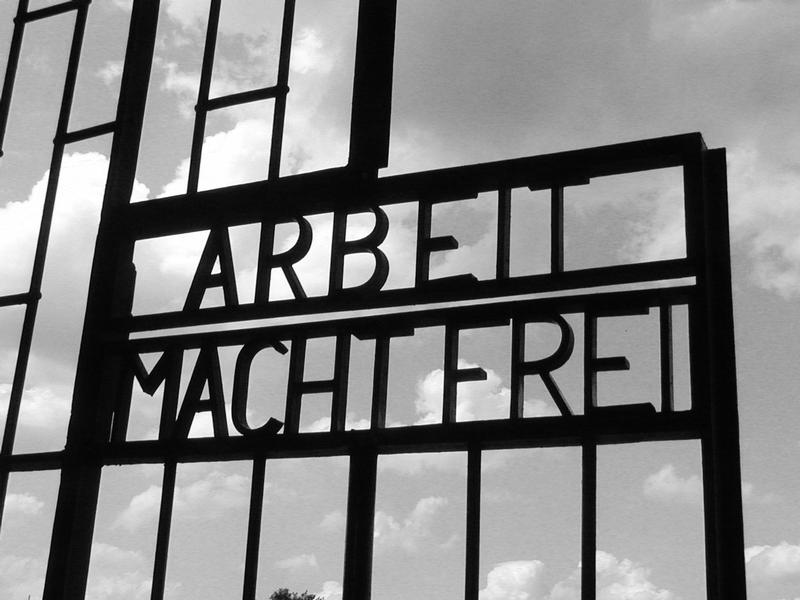
سردر ورودی اردوگاه کار اجباری زاکسن‌هاوزن
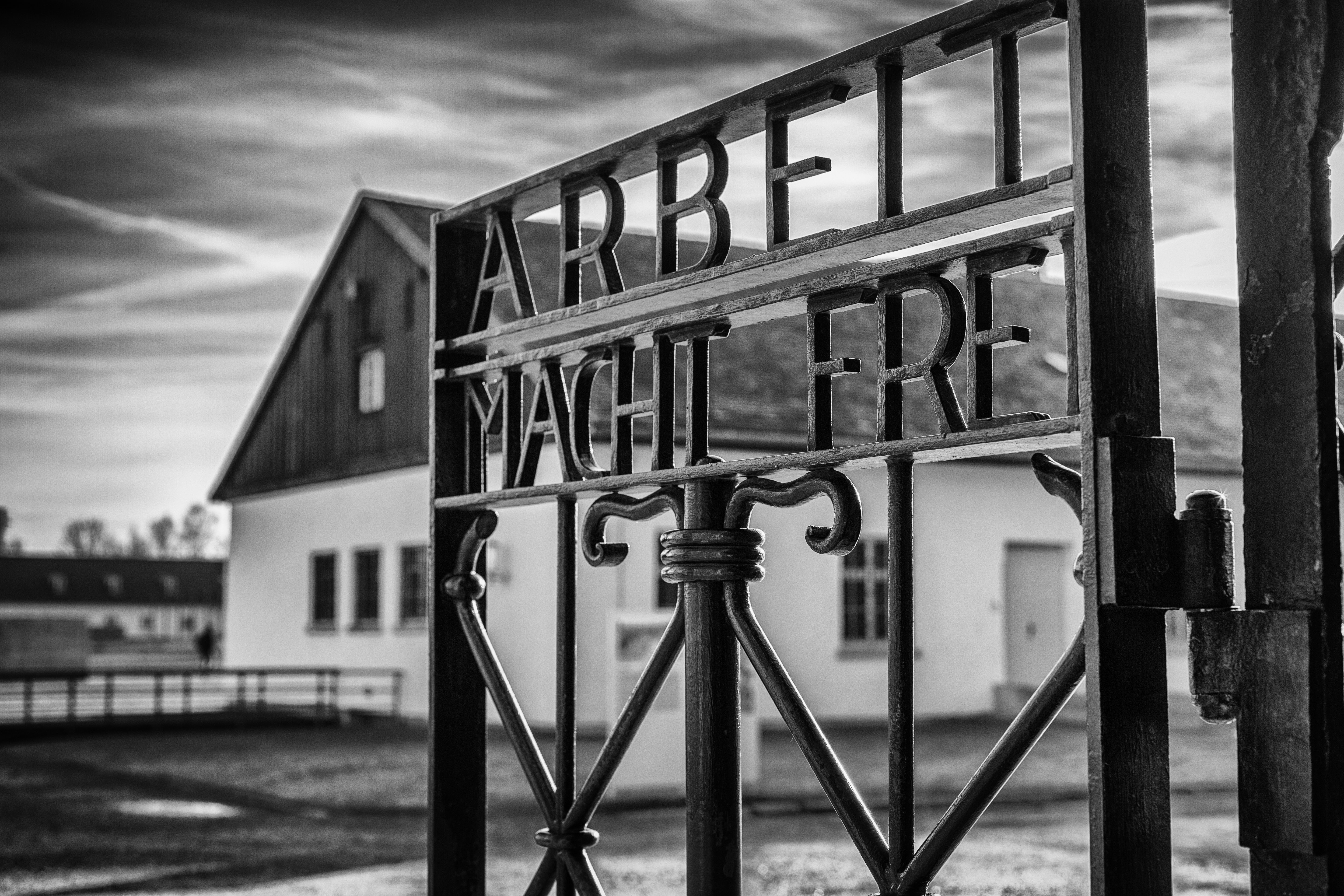
سردر ورودی اردوگاه کار اجباری داخائو